# 王欣晨
王欣晨（韓語：아만다，2000年12月7日—），臺灣女歌手，在加拿大成長，曾在韩国訓練2019年回臺灣出道發專輯。

## 生平
王欣晨在臺灣出生，然後在加拿大成長，七歲時看到韩国女子團體少女时代的演出，讓她有當歌手的念頭，十歲時開始學習才藝，在2016年時前往韩国訓練，之後選擇回臺灣發展，在2019年3月1日出道發行首張迷你專輯，獲得『咪咕音樂 來電之夜 年度最佳人氣新人獎』提名，於南京奧體中心演出。10月發行首張正式專輯『選擇 CHOICE』。
2020年發行『如果有這麼一天』單曲與『知己』數位EP，年底獲選『實踐大學公益親善大使』。由於出生以來在臺灣的時間很少，因此中文並沒有很流利，王欣晨除音樂事業外，也喜歡做咖啡，成功考取三張咖啡師執照。

## 音樂事業
王欣晨在韩国訓練時，受到較為嚴苛的訓練，每天睡眠時間不到五小時，清晨五點半就要接受各種才藝訓練，包括跳舞、唱歌、健身、學音樂等，即使是生理期仍被要求練舞，之後以評比第一名的成績畢業後訓練完後回臺灣出道，在2019年3月1日發行第一張專輯《UTOPIA 夢托邦》，即便是迷你專輯，不過使用華語音樂界少用的迷你音樂卡，之後演唱過許多連續劇的主題曲，包括《我的青春沒在怕》和《天巡者》等影劇，也在2021年2月舉辦個人首場音樂會，在音樂會中換了四套不同服裝，並收到了梁文音的獻花，出道一段時間之後，雖然會有攻擊性的網友出沒，但她仍然會給讚；不過王欣晨因事業導致飲食和作息不正常，為了較低的體重，曾經因三天不吃東西，也時常嚴重熬夜到凌晨五點多，使她在健康檢查時發現肝有問題，才開始調整作息。

## 經歷
- 1.	韓星 成勛 粉絲見面會 表演嘉賓（2019年3月17日）
- 2.	美麗佳人26週年 表演嘉賓（2019年3月28日）
- 3.	咪咕音樂 來電之夜 獲得 年度最佳人氣新人獎 提名、南京奧林匹克體育中心演出（2019年7月20日）
- 4.	紅孩兒 (團體) The Boys《Shout Out to The World 向世界吶喊》30週年音樂會,表演嘉賓 台北站（2019年10月6日）、上海站（2019年11月2日）
- 6. TT曜越電競聯賽 表演嘉賓（2019年12月7日）
- 7.	王欣晨 Amanda & 張克帆 《音樂盛典咪咕匯─云上LIVE SHOW》（2020年3月28日）
- 8.	王欣晨 Amanda & 張克帆《天貓精靈HOME音樂節》（2020年7月18日）
- 9.	實踐大學公益親善大使（2020年12月23日）
- 10. 生活工場 全台巡迴快閃見面會,台北中和、桃園（2021年1月16日），台中（2021年1月17日），台南、高雄（2021年1月24日），台北西門（2021年1月30日）
- 11. 王欣晨 Amanda《Got My Way》音樂會（2021年2月21日）
- 12.【2022/5/15 王欣晨 Amanda『Fantasy』演唱會】臺北　三創生活園區　5F
- 13.【2022/5/21 王欣晨 Amanda『Fantasy』演唱會】高雄
- 14. 黎明技術學院53週年校慶 表演嘉賓（2022年10月22日）

## 演出作品

### 電視劇/網路劇
| 年份   | 頻道             | 劇名         | 飾演   |
| ------ | ---------------- | ------------ | ------ |
| 2021年 | 台視、三立都會台 | 戀愛是科學   | 朱麗葉 |
| 2021年 | TVBS歡樂台       | 機智校園生活 | 劉樂桐 |

## 音樂作品
王欣晨一共發行五張專輯，依時間排序為《UTOPIA 夢托邦》、《選擇 CHOICE》、《知己》、《Got My Way》和《Start A New Face》，除《選擇 CHOICE》為正規專輯外，其餘為迷你專輯，其中《知己》和《Carry you》的所有歌曲皆為連續劇或旅遊節目的歌曲，另有兩首單曲；此外，也有在音樂會演唱的未發表歌曲Always be with you。

### 單曲
| 專輯資料                                                                             | 曲目 |
| ------------------------------------------------------------------------------------ | --- |
| UTOPIA 夢托邦 - 發行日期：2019年3月 - 語言：華語、朝鮮語、英語 - 唱片公司：歆動音樂  | 歌曲 1. Do It 2. Utopia 夢托邦 3. New Day 4. UTOPIA 夢托邦 - Instrumental Version 5. New Day - Instrumental Version |
| 選擇 CHOICE - 發行日期：2019年10月 - 語言：華語、朝鮮語、英國語 - 唱片公司：歆動音樂 | 歌曲 1. Stop. Warning 2. Chosen One 邱森萬 3. 散散心好嗎 4. Hide and Seek 5. Come On 6. 逆告白 7. UTOPIA 夢托邦 8. New Day 9. Do It 10. Chosen One 邱森萬 (Instrumental Version) 11. Hide and Seek (Instrumental Version) |
| 知己 - 發行日期：2020年9月 - 語言：華語 - 唱片公司：歆動音樂                         | 歌曲 1. 知己 2. 為何愛 3. 兩人 4. 謝謝你在我身旁 5. 奇幻的旅程 |
| 每天都是紀念日 - 發行日期： 2021年9月 - 語言：華語 - 唱片公司： 歆動音樂             | 歌曲 1. Always Be With You 2. 愛就愛上了（ft.宋偉恩） 3. 生活就算煩了一點 4. 公式解 |
| Got My Way - 發行日期：2021年12月 - 語言：華語 - 唱片公司：歆動音樂                  | 歌曲 1. Got My Way 2. 小心機 |
| Start A New Face - 發行日期：2022年3月 - 語言：華語 - 唱片公司：歆動音樂             | 歌曲 1. Carry U 2. Start a New Face 3. 難過的話不說 4. 心動闖闖(ft.黃柏峰） |
| FANTASY - 發行日期：2022年11月 - 語言：華語 - 唱片公司：歆動音樂                     | 歌曲 1. FANTASY 2. Rational Babe 3. Like I do 4. Carry U 5. Start a New Face |

| 歌名           | 備註                                         |
| -------------- | -------------------------------------------- |
| 如果有這麼一天 | MV演出:宋偉恩 電視劇《原來你還在這裡》主題曲 |
| 為何愛         | ft.唐禹哲 電視劇《我的青春沒在怕》插曲       |
| 如果你敢回頭   | ft.陳璽安 電視劇《天巡者》插曲               |
| 愛就愛上了     | ft.宋偉恩 電視劇《戀愛是科學》插曲           |
| 心動闖闖       | ft.黃柏峰 電視劇《機智校園生活》插曲         |

## 外部連結
- 官方网站
- 王欣晨的Facebook專頁
- 王欣晨的Instagram帳戶
- YouTube上的王欣晨頻道